# 多佛 (伊利諾伊州)
多佛（英語：Dover）是位於美國伊利諾伊州比羅縣的一個村落。

## 地理
多佛的座標為41°26′07″N 89°23′44″W / 41.43528°N 89.39556°W，而該地最高點為海拔高度226米（即741英尺）。

## 人口
根據2010年美國人口普查的數據，多佛的面積為0.70平方千米，當中陸地面積為0.70平方千米，而水域面積為0.00平方千米。當地共有人口168人，而人口密度為每平方千米240人。